# Cozad, Nebraska
Cozad är en stad (city) i Dawson County i den amerikanska delstaten Nebraska. Staden hade 3 977 invånare vid 2010 års folkräkning.

## Geografi
Cozad ligger på Great Plains i centrala Nebraska på norra sidan av Platte River.

## Historia
Platsen ligger vid flera historiska nybyggarleder västerut längs Platte River, och i början av 1860-talet fanns en station för Ponnyexpressen här. I mitten av 1860-talet byggdes Union Pacifics del av den transamerikanska järnvägen förbi platsen.
Staden Cozad grundades av John J. Cozad från Ohio 1873 och uppkallades efter honom. Cozad är även känd som far till konstnären Robert Henri, som växte upp i staden.

## Kommunikationer
Cozad har en station på Union Pacifics ursprungliga transkontinentala stambana, som idag enbart används för godstrafik. Söder om staden passerar den öst-västliga transkontinentala motorvägen Interstate 80. Den gamla landsvägen U.S. Route 30 går genom stadskärnan.